# 서힌디어군
서힌디어군 또는 서부 힌디어는 중부 인도아리아어군의 하위 언어군 또는 힌디어의 방언군이다. 중세의 샤우라세니 프라크리트어에서 발전했다. 대표적인 언어는 표준 힌디어로, 인도의 정부 공용어로 쓰이고 있다.

## 분류
- 브라지바샤어
- 분델리어
- 하리안비어
- 카나우지어
- 힌두스탄어
  - 힌디어
  - 우르두어
- 파리아어